# Anousheh Ansari

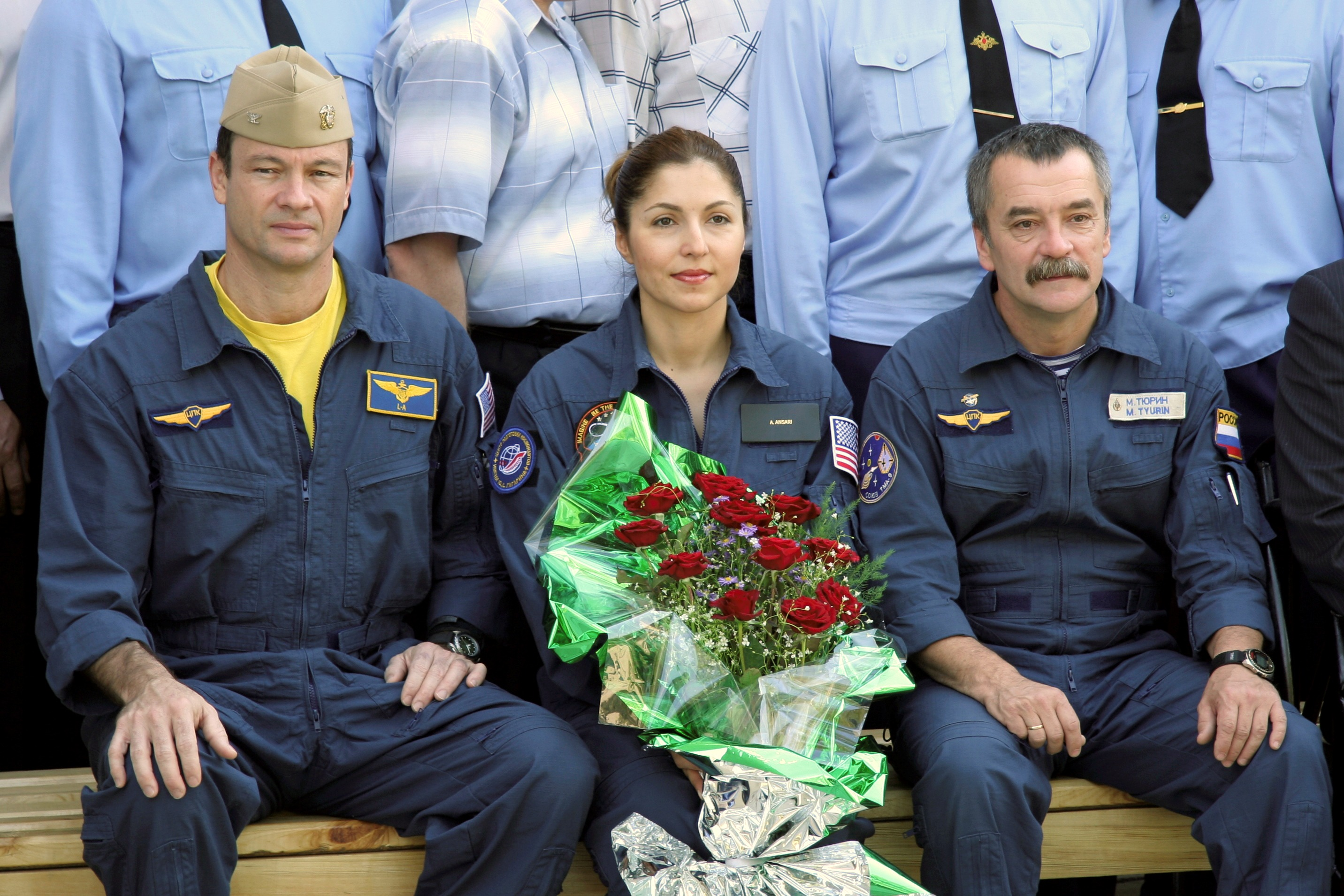
Załoga Sojuza TMA-9. Od lewej: Michael Lopez-Alegria, Anousheh Ansari i Michaił Tiurin, 2006

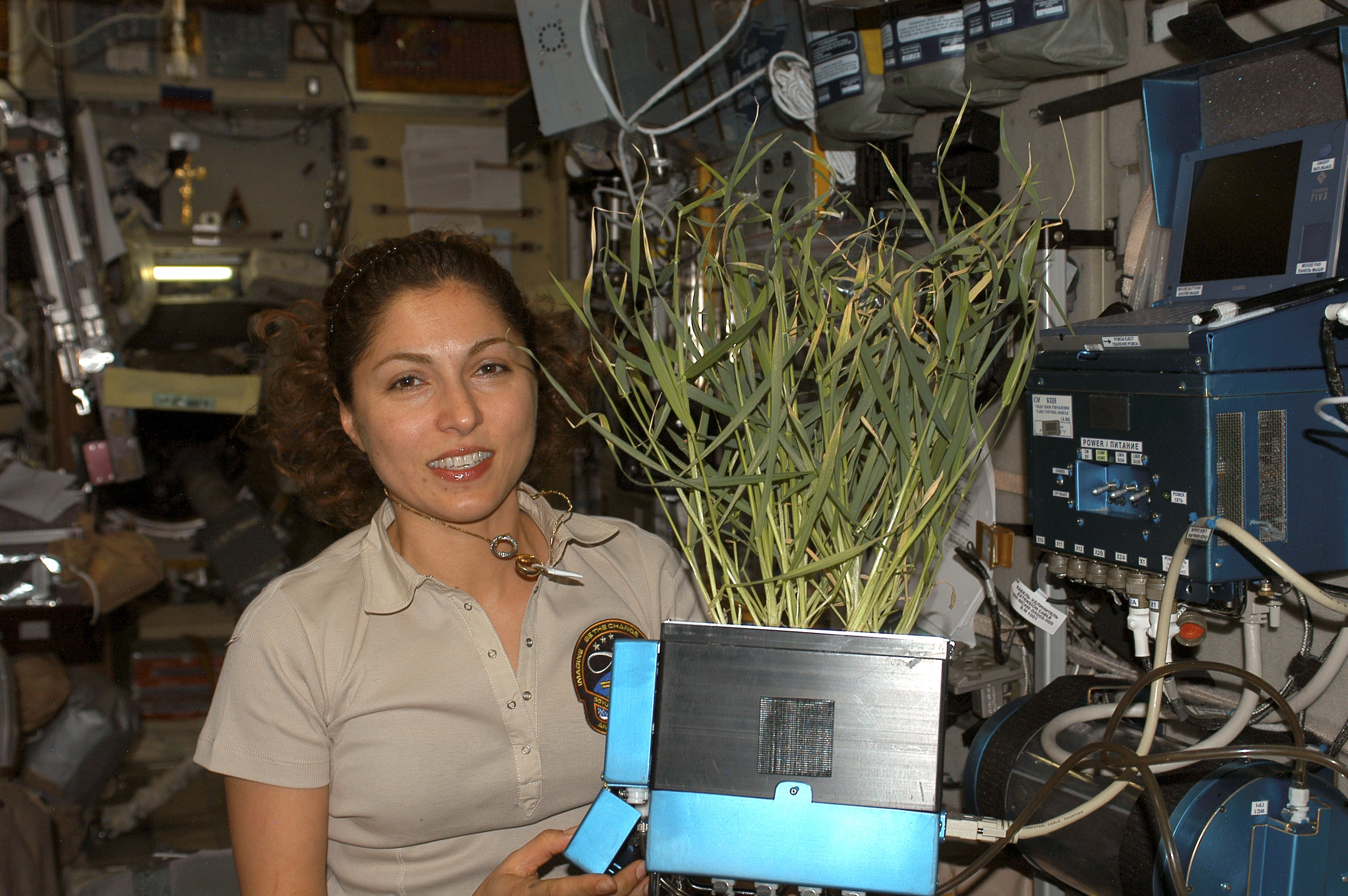
Anousheh Ansari podczas pobytu na ISS, 2006

Anousheh Ansari (wym. Anusza Ansari, per. انوشه انصاری) z d. Rassiyan (ur. 12 września 1966 w Meszhedzie) – amerykańska biznesmenka, współtworzyła i zarządzała (CEO) firmą Telecom Technologies, Inc. (TTI). Pierwsza Iranka i pierwsza kobieta-turystka, która poleciała w kosmos (18 września 2006 na pokładzie Sojuza TMA-9). W maju 2004 wpłaciła 10 mln dolarów na rzecz nagrody X Prize, przeznaczonej dla zespołu, który korzystając jedynie z funduszy prywatnych, skonstruuje statek kosmiczny, który wzniesie się ponad atmosferę ziemską i powtórzy ten wyczyn w ciągu kolejnych dwóch tygodni. W wyniku jej dotacji nagroda została oficjalnie przemianowana na Ansari X Prize.

## Życiorys
Urodziła się 12 września 1966 w Meszhedzie w Iranie. Jako nastolatka była świadkiem rewolucji irańskiej w 1979. W 1984 wyemigrowała z rodzicami do Stanów Zjednoczonych. Nie znała jeszcze wówczas języka angielskiego.
Studiowała na George Mason University w Wirginii, na którym w 1988 uzyskała licencjat (BS) w dziedzinie inżynierii elektrycznej i informatyki. Magisterium (MA) otrzymała na George Washington University. Podczas studiów na GWU pracowała w koncernie telekomunikacyjnym MCI, gdzie poznała Hamida Ansariego, którego poślubiła w 1991. Dwa lata później przekonała męża, aby zrezygnowali z dotychczasowej pracy i założyli wraz ze szwagrem, Amirem, własną firmę telekomunikacyjną – Telecom Technologies, Inc. Przedsiębiorstwo powstało w miejscowości Richardson w Teksasie. Firma produkowała głównie urządzenia telekomunikacyjne (softswitche), które umożliwiają pojedynczej sieci zarządzanie wszystkimi typami komunikacji (komórkowa, bezprzewodowa, internetowa itp.). Urządzenia TTI różniły się od konkurencyjnych tym, że współpracowały z aparaturą wszystkich producentów. Dzięki temu przedsiębiorstwo rozwijało się i zyskiwało na wartości. W 2000 zostało przejęte przez firmę Sonus Networks, Inc. i włączone do jej struktur. Transakcja ta przyniosła Ansari 750 mln dolarów.
Dzięki pozyskanym funduszom założyła w 2006 przedsiębiorstwo Prodea Systems z siedzibą w teksańskim Plano, zajmujące się technologiami cyfrowymi. W 2006 Prodea nawiązała współpracę z firmą Space Adventures, Ltd. oraz rosyjską agencją kosmiczną Roskosmos, w celu stworzenia statku kosmicznego do okołoziemskich lotów komercyjnych.
Ansari jest fanką Star Trek i zawsze chciała zrealizować swoje marzenie – lot w kosmos. W tym celu zgłosiła się i przystąpiła do grupy prywatnych osób, które są kwalifikowane do testów i szkolenia dla kosmo- i astronautów. Przez ponad pół roku przygotowywała się w rosyjskim Centrum Wyszkolenia Kosmonautów im. J. Gagarina w Gwiezdnym Miasteczku i amerykańskim Johnson Space Center w Houston.
21 sierpnia 2006 okazało się, że jeden z ochotników, Japończyk Daisuke Enomoto, nie przeszedł pomyślnie testów medycznych i wskutek tego jego lot na Międzynarodową Stację Kosmiczną (ISS) we wrześniu 2006 stał się niemożliwy. Dzień później ogłoszono, iż następną kandydatką została jego dublerka – Anousheh Ansari. Jej wyprawa rozpoczęła się 18 września 2006 w ramach misji Sojuza TMA-9. Lot i pobyt na pokładzie ISS kosztował ok. 20 mln dolarów. Podczas wyprawy, poza zwykłymi seansami łączności, uczestniczyła w programie edukacyjnym Europejskiej Agencji Kosmicznej. Na orbicie okołoziemskiej spędziła 10 dni 21 godzin i 5 minut. Na Ziemię powróciła Sojuzem TMA-8. Lądowanie miało miejsce 29 września 2006. Jej rosyjscy koledzy-kosmonauci nazwali ją „Aniutą”.

## Wybrane nagrody i wyróżnienia
- George Mason University Entrepreneurial Excellence Award
- George Washington University's Distinguished Alumni Achievement Award
- Ernst & Young Entrepreneur of the Year – Southwest Region w kategorii technologii i komunikacji
- National Center for Women & Information Technology Symons Innovator Award (2009)
- Nagroda 2000 National Entrepreneurial Excellence pisma „Working Woman” (2000)
- Umieszczenie na liście „40 under 40” magazynu „Fortune” (2001)
- Ellis Island Medal of Honor (2010)
- Horatio Alger Award (2011)
- Doktorat honorowy George Mason University (2011)
- Doktorat honorowy Utah Valley University (2013)
- National Space Society Space Pioneer Award (2015)
- Universal Astronaut Insignia za lot orbitalny (nr 446) – Stowarzyszenie Uczestników Lotów Kosmicznych (Association of Space Explorers(inne języki))[2]